# Magnus Bruzelius (präst)
Magnus Bruzelius, född 10 augusti 1786 i Västra Tommarps socken, Kristianstads län, död 29 januari 1855 i Lund, var en svensk präst och historisk författare.
Bruzelius blev student vid Lunds universitet 1799 och filosofie magister vid samma lärosäte 1805. Sedan han i Stockholm 1807 besökt Jöns Jacob Berzelius föreläsningar, kallades han 1808 till kemie docent i Lund och utnämndes till extra ordinarie adjunkt i historia 1817. Prästvigd 1819 erhöll han 1824 fullmakt som kyrkoherde i Löderups och Hörups församlingar av Lunds stift och utnämndes till prost 1826. Under sin skollärartid ivrade han mycket för Johann Heinrich Pestalozzis undervisningsmetoder, och utgav 1812 en översättning av dennes elementarböcker och tillämpade pedagogiken vid en av honom själv inrättad förebredande skola. Mest bekant är han dock som författare till den bekanta skolboken Sveriges historia för ungdom, för vars första avdelning, Hedniska tidehvarfvet, han 1822 av Svenska akademin erhöll det Lundbladska priset. Han författade även artiklar i en rad olika tidskrifter i olika ämnen, av vilka de antikvariska är införda i Götiska förbundets tidskrift Iduna. Bruzelius hade 29 januari 1816 invalts i Götiska förbundet med namnet Svipdager. Utöver Götiska förbundet var Bruzelius medlem av en rad andra lärda samfund.
Magnus Bruzelius var son till kyrkoherden Nils Nilsson Bruzelius och hans hustru Johanna Charlotta Sommar, som var dotter till Magnus Sommar och syster till Jöns Sommar. Han var bror till prosten Andreas Bruzelius och professor Arvid Sture Bruzelius samt far till professor Magnus Ragnar Bruzelius och major Sture Bruzelius. Han avled på sin egendom Gyllerup i Skåne.